# Birthday Cake
«Birthday Cake» —en español: «Pastel de cumpleaños»— es una canción del álbum Talk That Talk de la cantante y actriz barbadense Rihanna. Fue lanzada en su versión extendida el 20 de febrero de 2012 (cumpleaños de Rihanna), junto a la participación del cantante y actor norteamericano Chris Brown como un sencillo en Estados Unidos.
«Birthday Cake» es el primer y único interludio en vender un millón de copias puras y ser certificado platino en Estados Unidos, en lo que convierte a Rihanna en la única artista en lograr dicha hazaña hasta la fecha.

## Antecedentes
Rihanna preguntó a finales de enero a sus fanes si les molestaría que Birthday Cake fuera sencillo a lo cual la mayoría respondió que no, y fue como Rihanna decidió convertirlo en sencillo para luego preguntarles con quien les gustaría que la cantara, hombre o mujer, lo que llevó a rumores de que Christina Aguilera sería la acompañante ya que la cantante envió un Tuit diciendo: «Necesito alguien #Dirrty para Birthday Cake», aludiendo al sencillo de 2002 de Aguilera Dirrty pero más tarde la cantante twiteo: «No se aceptan niñas para #Cake» desmintiendo los rumores de posible colaboración de Aguilera. Luego Kosine Of Da Internz quien produjo «Birthday Cake» anunció que la versión extendida se estrenaría el 20 de febrero (Cumpleaños de Rihanna).
El 16 de febrero se especuló que el exnovio de Rihanna Chris Brown colaboraría en la canción ya que fueron fotografiados juntos saliendo de Westlake Recording Studios en Los Ángeles luego los rumores crecieron en los Grammy Awards 2012 ya que la cantante paso por cuatro horas en el camerino de Brown.

## Lanzamiento y controversias
El 20 de febrero Chris Brown dio el enlace del remix en su página de Twitter y Rihanna el enlace del remix de «Turn up the Music» canción de Chris Brown
La canción ha generado polémica entre los fanes pues entre Rihanna y Chris Brown hubo un acontecimiento en el 2009 donde la cantante fue golpeada por él cuando salían. Lo que llevó a la cantante a pelear en sus cuentas de Twitter y Facebook con una fan ya que la misma agregó que: «Rihanna volvería a recibir una paliza de parte de Chris Brown» con lo que la cantante respondió: «No es asunto tuyo»

## Recepción

### Recepción Crítica
Beth Harry de Daily Mirror agregó que: «el remix fue un shock por los problemas que tuvieron en el año 2009 señalando que Rihanna hizo mal ya que muestra un mal ejemplo para los jóvenes»

### Recepción Comercial
«Birthday Cake» con la colaboración de Chris Brown debutó en el puesto número 2 de R&B/Hip Hop Song.